# Regiones biogeográficas
La biogeografía moderna clasifica las tierras firmes en regiones biogeográficas, subdivididas a su vez en subregiones y provincias. Algunos autores reconocen reinos biogeográficos que agrupan regiones relacionadas, y divisiones por debajo del nivel de provincias como distritos, centros y subcentros.

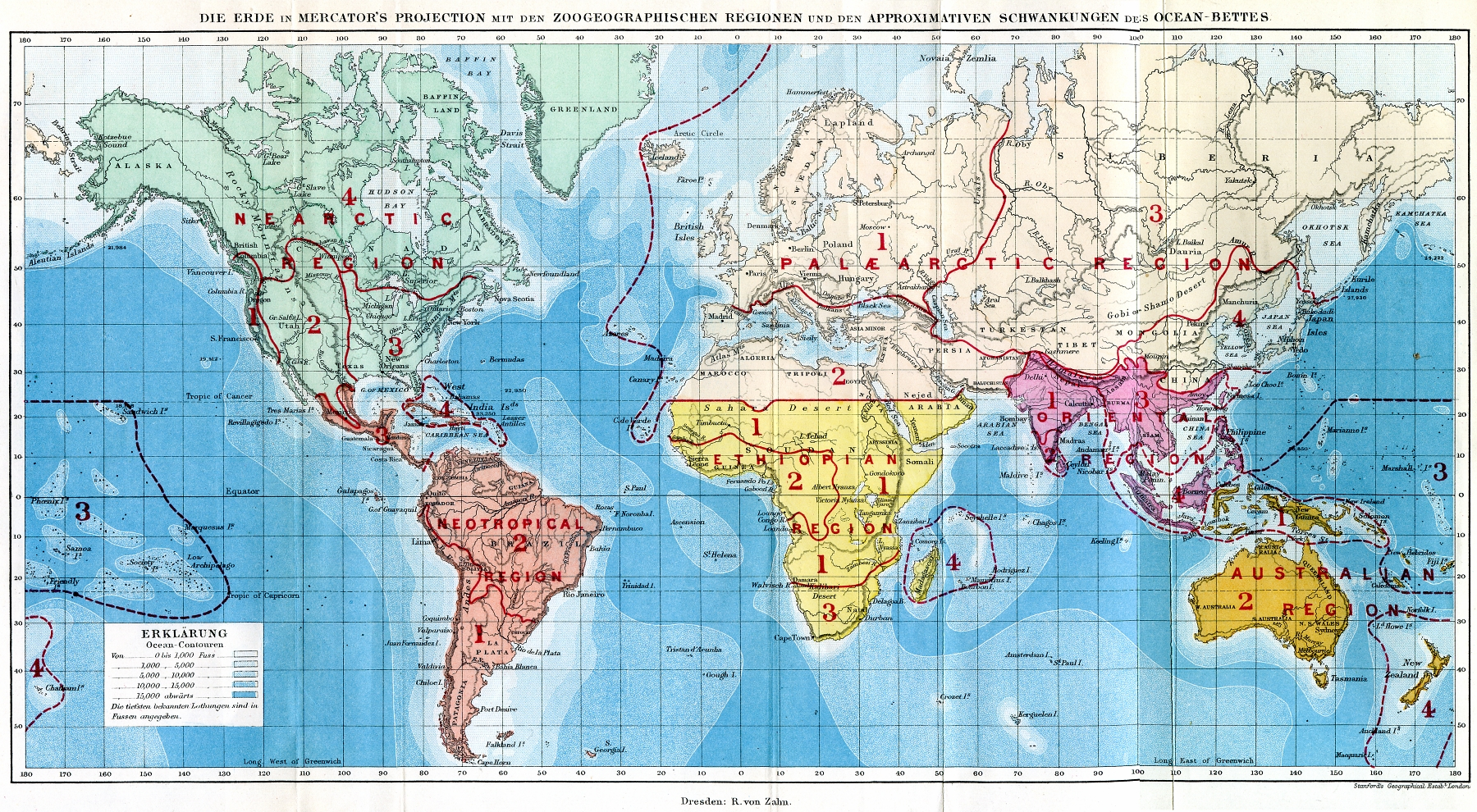
Mapa biogeográfico.

El sistema más popular y frecuentemente aceptado fue propuesto por Wallace para el estudio zoogeográfico, pero diversos autores han discutido y propuesto modificaciones y adaptaciones según el grupo de estudio o el enfoque teórico. Las regiones fitogeográficas concuerdan en grandes rasgos con la división zoogeográfica, pero destacan diferencias notables como por ejemplo la diferenciación del reino o región florística del Cabo.